# 前川恭一
前川 恭一（まえかわ きょういち、1930年8月29日 - 1998年5月11日）は、日本の経営学者。

## 略歴
三重県生まれ。京都大学経済学部卒。1979年「ドイツ独占企業の発展過程」で大阪市立大学・経営学博士。同志社大学商学部講師、助教授、教授を務め、在職中に67歳で死去。専門はドイツの経営。

## 著書
- 『ドイツ独占企業の発展過程』ミネルヴァ書房 1970
- 『現代企業研究の基礎』森山書店 1993
- 『日独比較企業論への道』森山書店 1997

### 共編著
- 『現代独占企業論』上林貞治郎,井上清共著 ミネルヴァ書房 1964
- 『西ドイツの独占資本』上林貞治郎,林昭共著 大月書店 1967
- 『現代企業の基礎理論』 (講座経営経済学）谷田庄三共編著 ミネルヴァ書房 1978
- 『西ドイツの中小企業』吉田敬一共著 新評論 1980
- 『現代中小企業研究』(現代資本主義叢書)渡辺睦共編 大月書店 1984
- 『欧米の企業経営』編著 ミネルヴァ書房 1990
- 『ドイツ合理化運動の研究』山崎敏夫共著 森山書店 1995

### 翻訳
- H.ユング 他著『西ドイツの国家独占資本主義』監訳 大月書店 1986